# سمی‌پلیماب
سمی‌پلیماب (انگلیسی: Cemiplimab) نوعی آنتی‌بادی مونوکلونال است که به عنوان دارویی برای درمان سرطان سلول‌های سنگفرشی پوست, میلوم مولتیپل و سرطان ریه در دست تحقیق و بررسی می‌باشد.
در سپتامبر سال 2018, سازمان غذا و داروی آمریکا (FDA) تجویز این دارو را در درمان سرطان متاستاتیک سلول سنگفرشی پوست و همچنین سرطان سلول سنگفرشی پوست با گسترش موضعی در بیمارانی که کاندید جراحی یا پرتوتابی علاج‌بخش (curative) نیستند، تایید نمود.
این دارو با نام تجاری Libtayo در دسترس است.

## مکانیسم اثر
این ترکیب به PD1 (پروتئین مرگ برنامه‌ریزی شده سلولی 1) متصل شده و آن را مهار می‌کند.